# Tadeusz Hoff
Tadeusz Kazimierz Hoff (ur. 17 marca 1923 w Warszawie, zm. 26 lipca 2011 w Rzeszowie) – polski geograf ekonomiczny.

## Życiorys
Tadeusz Kazimierz Hoff urodził się 17 marca 1923 w Warszawie. Od strony matki był prawnukiem Walentego Lipińskiego, synem Mariana Ludwika Hoffa (1872-1929, pułkownik inżynier Wojska Polskiego w stanie spoczynku) i Emilii Stefanii Wiktorii z domu Stoy (1880-1944, córka  Henryka Stoya i Heleny z domu Lipińskiej, siostra Kazimierza Stoya). Miał troje rodzeństwa: brata Henryka (1911-1941, poważnie chory) oraz siostry Helenę (1904-1982, żona Stanisława Kosiny, podczas II wojny światowej pracowała w Tel Awiwie w oddziałach zaopatrzenia i wyżywienia Polskich Sił Zbrojnych na Zachodzie) i Marylę (żona Tadeusza Żulińskiego).
W dzieciństwie i latach młodzieńczych zamieszkiwał w Rzeszowie, Sanoku i w Brzozowie. W Sanoku zamieszkiwał w domu Lipińskich i Beksińskich, należącym do jego krewnych. W tym okresie przyjaźnił się z dalekim krewnym Zdzisławem Beksińskim. Po ukończeniu szkoły podstawowej uczył się w Państwowym Gimnazjum im. Królowej Zofii w Sanoku i Państwowym Gimnazjum w Brzozowie, kończąc trzy klasy gimnazjalne. Od dzieciństwa grał na skrzypcach, pobierając lekcje m.in. u prof. Romanowskiego.

### II wojna światowa
Po wybuchu II wojny światowej z obawy przed nadciągającymi wojskami niemieckimi wraz z matką Emilią i babką Heleną Stoy prawdopodobnie 6 września 1939 wyjechał ze stacji Sanok przeznaczonym do przewożenia sprzętu wojskowego pociągiem towarowym w kierunku wschodnim. Następnego dnia podczas postoju na stacji Ustrzyki Dolne przeżył regularny niemiecki ostrzał lotniczy. Wobec zniszczeń na kolei dalszą drogę odbywał z innymi furmankami. Przez kilka kolejnych dni, już w obecności wkraczających Niemców, przebywał z innymi uciekinierami w szkole w Dąbrówce pod Samborem, potem wraz z innymi rodzinami w domu na przedmieściach tego miasta, a od końca października 1939 w najętym pokoju przy ul. Drohobyckiej 13 już pod okupacją sowiecką. Wiosną wraz z matką i babką bezskutecznie usiłował przekroczyć graniczę ZSRR z III Rzeszą w Przemyślu, ażeby dostać się z powrotem do Sanoka, będącego pod okupacją niemiecką. Po trzytygodniowym oczekiwaniu w trudnych warunkach powrócili do Sambora. Nad ranem 29 czerwca 1940 cała trójka została aresztowana w mieszkaniu, po czym przewieziona na dworzec kolejowy, skąd wraz z innymi osobami odjechali deportowani pociągiem w głąb ZSRR. Trzytygodniowa podróż koleją wiodła w głąb ZSRR przez Lwów, Równe, Sarny, Łuniniec, Homel, Briańsk, Orzeł, Jelec, Miczuryńsk, Tambow, Penza, Sarańsk, Kazań (7 lipca), Janauł (8 lipca), Krasnoufimsk, Tiumeń, Omsk, Nowosybirsk (13 lipca) do Angarska, gdzie przybyli nocą 19/20 lipca 1940. Po kilkudniowym postoju w tamtejszym punkcie przeładunkowym dalszy transport odbywał się barką w kierunku północnym w dół rzeki Angara. W czwartym dniu tego spływu przewożeni zostali wysadzeni w Zajarsku, po czym byli transportowani ciężarówkami 300-kilometrową drogą na wschód w stronę Ust´-Kut. Stamtąd 29 lipca deportowani byli dalej przewożeni bliźniaczymi barkami ciągnionymi przez statek po rzece Lenie, mijając Pokrowsk i mając przystanek w Jakucku, podróż odbywała się w kierunku północnym, po czym skierowano transport w dopływ Leny tj. Ałdan i tą rzeką płynięto pod prąd. Pod koniec sierpnia 1940 jedna z barek licząca około 500 osób (raz z T. Hoffem i jego bliskimi) została rozładowana w Ust´-Ałłach. Po dwóch dniach stamtąd przewożono deportowanych łodziami (po około 20 osób) w górę rzeki Ałłach-Juń (dopływ Ałdanu). Po dziesięciu dniach spływu transport zakończył się w osadzie Zwiozdoczka. Z obozowiska tamże grupę poprowadzono w dalszą drogę – tym razem pieszo. Po przejściu górzystego terenu 14 września 1940 Tadeusz Hoff z matką dotarł do miejsca zesłania tj. osady Minora, gdzie wkrótce potem, 23 września zmarła jego podupadła na zdrowiu babka. W Minorze funkcjonowała kopalnia złota. Tadeusz Hoff podjął pracę jako uczeń ślusarza w kopalnianych zakładach mechanicznych. Początkowo zdobywał też pieniądze ze sprzedaży osobistych przedmiotów (m.in. skrzypiec) miejscowym Rosjanom. W połowie grudnia 1940 zachorował na malarię (którą zainfekowały go komary podczas podróży przez Syberię), po czym do początku maja 1941 był leczony w szpitalu w Minorze. Po rekonwalescencji podjął pracę w brygadzie prywatnej (staratielej) poszukiwaczy złota, przemywających rudę po pierwotnych działaniach tego typu wykonywanych przez kopalnię. Mimo płynących z niej lepszych warunków finansowych okazała się ona zbyt forsowna dla niego wobec wątłego zdrowia i odniesionych powikłań po malarii.
Po ataku Niemiec na ZSRR z 22 czerwca 1941 i zawarciu układu Sikorski-Majski z 30 lipca 1941 Tadeusz Hoff został wraz z matką zakwalifikowany do grupy 25 deportowanych Polaków, przewidzianych do wyjazdu z Minory z uwagi na uwarunkowaną stanem zdrowia potrzebę zmiany klimatu i warunków życia. W połowie sierpnia 1941 wyruszyli przebytą wcześniej trasę: przez Zwiozdoczkę, następnie łodziami w dół rzeki Ałłach-Juń, płynąc poprzez płonącą w tym czasie wokoło tajgę, a także pokonując niebezpieczny fragment biegu rzeki określany jako Czortow Ułow. Po dopłynięciu do Ust´-Ałłachu i około 10 dniach oczekiwania, dalsza podróż odbywała się parowcem w górę rzeki Ałdan, mijając osiedle Ust´-Maja i docierając do Czagdy. Przy próbie kontynuacji transportu stamtąd dwoma kutrami, jeden z nich zatonął, wobec czego przewożeni pozostali w Czagdzie celem przeczekania pory zimowej i oczekiwaniu na podniesienie się stanu wód na rzece. Tam Tadeusz podjął pracę jako uczeń stolarski w spółdzielni produkcyjnej wyrobów drewnianych. Następnie, dowiedziawszy się o wakującej posadzie nauczyciela w miejscowej szkole średniej, zaoferował dyrektorowi placówki swoją osobę i pod koniec stycznia 1942 został oficjalnie przyjęty do pracy, mając wtedy niespełna 19 lat. Od 1 lutego do 1 czerwca 1942 pracował w Czagdańskiej Szkole Średniej Okręgu Ałdańskiego JASSR, dzięki temu zaznając wraz z matką poprawy życia z uwagi na większe zarobki i status (otrzymali też osobny domek). Wobec konieczności dalszej drogi został zwolniony z pracy i 4 czerwca 1942 wyruszył statkiem w górę Ałdanu. Po dotarciu do Tommotu dalsze 100 km przewożeni pokonali drogą lądem przewożeni ciężarówkami. Po około 100 km drogi dotarli pod miasto Ałdan i zatrzymali się we wsi  Drugi Oroczen, gdzie Hoff został umieszczony w internacie (matka trafiła do domu starców). Tam zarówno jego matka, jak i on sam rozchorowali się, od sierpnia 1942 do czerwca 1943 on przebywał w szpitalu w pobliskim Pierwszym Oroczenie. Od tego czasu mieszkał z matką w domu w Drugim Oroczenie (bywając także w pobliskim Pierwszym Oroczenie), a od jesieni 1943 w baraku. Pod koniec lata 1943 stanął przed komisją poborową kierującą do Polskich Sił Zbrojnych w ZSRR i z uwagi na stan zdrowia został uznany za nienadającego się do czynnej służby wojskowej. W 1943 podjął naukę w IX klasie szkoły średniej z koniecznością uzupełniania materiału z VIII klasy rozpoczętej w 1942, ucząc się wraz z polską młodzieżą. 27 maja 1944 w szpitalu Ałdanie zmarła jego matka. W tym czasie otrzymał promocję do X klasy.
Następnie wraz z innymi Polakami został skierowany do przewiezienia z południowej Jakucji na obszar europejskiej części ZSRR tj. do byłej Republiki Autonomicznej Niemców Powołże. Z Drugiego Oroczenu wyruszył ciężarówką odbywając trasę 800 km na południe przez Góry Ałdańskie, Pasmo Stanowe, miejscowości Nagornyj, Tyngę. Pomiędzy stacjami Bolszoj Niewier i Skoworodino osoby zostały załadowane do pociągu i odtąd podróżowały koleją transsyberyjską. Minęli Ułan Ude, Jezioro Bajkał, Bajkalsk, Irkuck, Angarsk (dokąd dojechał pociągiem w trakcie pierwszej podróży), po czym droga biegła dalej na zachód znaną już Hoffowi trasą. Po minięciu Nowosybirska dalej od Omska trasa biegła już innym odgałęzieniem tj. w stronę Czelabińska, po czym minęła Saratów. Hoff wraz z Polakami został wysadzony na stacji w Urbach na terenie byłej RAN Powołże, gdzie wcześniej zamieszkiwali Niemcy (obecnie obwód saratowski). W pobliskiej miejscowości Sowietskoje (przedtem Mariental) wystarał się o posadę nauczyciela w 7-klasowej Niepełnej Szkole Średniej w miejscowości Nachoj, odległej o kilkanaście kilometrów na zachód od Urbachu. Pracował tam od 1 października 1944 do 15 maja 1946 ucząc języka niemieckiego, matematyki, fizyki, chemii. Zamieszkiwał w Nachoju, zaś z uwagi na niewystarczające środki do życia początkowo zarabiał też na drugim etacie jako sekretarz stacji maszynowo-traktorowej (od października do listopada 1944), a potem udzielając prywatnych korepetycji. Ponadto udzielał się w nachojskim teatrze amatorskim oraz założył chór szkolny (sam grał na mandolinie). Po zakończeniu wojny (9 maja 1945) nadal pozostawał w Nachoju.

### Okres powojenny
Mieszkając w Nachoju od połowy 1945 do połowy 1946 należał formalnie do miejscowego koła Związku Patriotów Polskich. Na początku 1946 w mieście Engels uczestniczył w kursie dla nauczycieli języka niemieckiego. Został objęty repatriacją i 2 czerwca 1946 wraz z innymi Polakami wyjechał „bydlęcymi wagonami” z Urbachu, przez Nachoj, Saratów, Rtiszczewo, Bałaszow, Charków, Kijów, Sarny, Kowel. Po przekroczeniu granicy Polski Ludowej, mijał miasta Chełm, Lublin, Dęblin, Radom, Skarżysko-Kamienna, Tomaszów Mazowiecki, Łódź, Kalisz, Oleśnica i dotarł do Wrocławia. Stamtąd dotarł koleją do Sanoka. Po krótkim pobycie u rodziny wujostwa Stanisława i Zdzisława Beksińskich wyjechał do Puław, gdzie po wojnie osiadła jego siostra Maria wraz z mężem prof. Tadeuszem Żulińskim, docierając tam 30 czerwca 1946. Łącznie w trakcie swojej tułaczki od 1939 do 1946 przebył trasę 25,5 tys. km, przebywając w podróży łącznie przez ponad 4,5 miesiąca.
W lipcu 1946 został asystentem technicznym w kierowanym przez swojego szwagra prof. Żulińskiego zakładzie naukowym w Państwowym Instytucie Weterynaryjnym. W 1947 zdał maturę. Podjął studia w Szkole Głównej Handlowej w Warszawie, które ukończył w 1953 z dyplomem magistra na tej uczelni już pod przemianowaną nazwą Szkoła Główna Planowania i Statystyki. Podczas studiów tamże został asystentem oraz lektorem języka rosyjskiego. Na tej uczelni uzyskał stopień doktora nauk ekonomicznych. W 1979 na Wydziale Ekonomiczno-Społecznym SGPiS uzyskał habilitację w dziedzinie nauk ekonomicznych na podstawie pracy pt. Łączność jako przedmiot badań geograficzno-ekonomicznych. Stopień doktora habilitowanego nauk geograficznych uzyskał w Instytucie Geografii i Przestrzennego Zagospodarowania Polskiej Akademii Nauk. W 1984 otrzymał nadany przez Radę Państwa tytuł profesora nauk geograficznych, wręczony 17 stycznia 1985 w Belwederze.

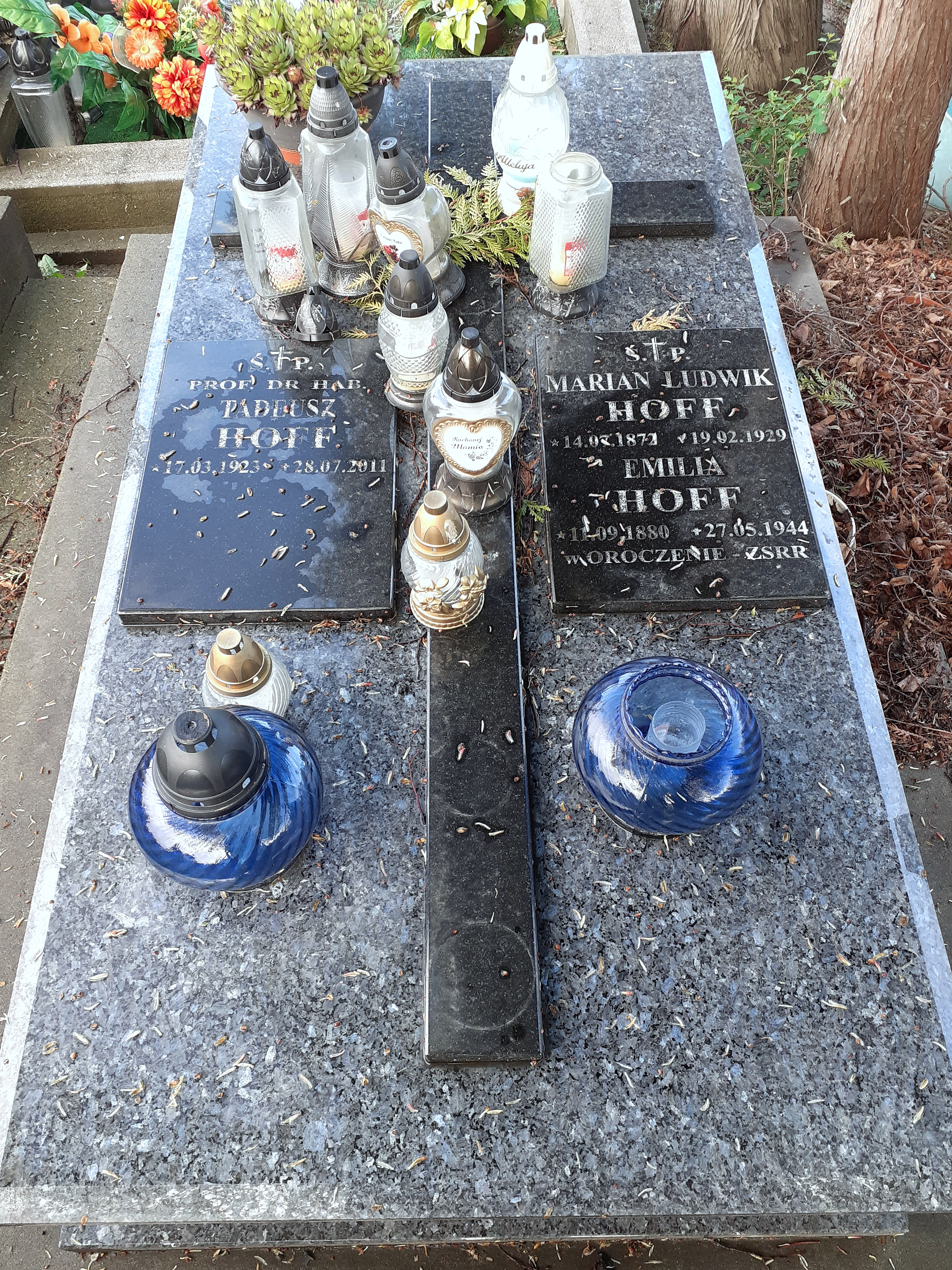
Grobowiec rodzinny Tadeusza Hoffa

Pracował w macierzystej SGPiS jako pracownik naukowy od 1950 do 1971 i jako profesor nadzwyczajny od 1984 do 1989. W stolicy był też wykładowcą w Szkole Głównej Gospodarstwa Wiejskiego w Warszawie i w Politechnice Warszawskiej. W Rzeszowie wykładał w Filii UMCS oraz na Wydziale Spółdzielczo-Ekonomicznym SGPiS. Kierował kilkoma zakładami naukowymi. W roku 1971/1972 był kierownikiem Zakładu Rachunku Ekonomicznego na Wydziale Ekonomicznym Filii UMCS w Rzeszowie, po fuzji dwóch jednostek w roku 1972/1973 objął kierownictwo nad Zakładem Ekonomii Politycznej, Geografii Ekonomicznej i Planowania, a po kolejnych reorganizacji w roku 1975/1976 kierował Zakładem Geografii Ekonomicznej i Planowania Przestrzennego. W latach 70. pełnił funkcję prorektora UMCS do spraw Filii w Rzeszowie. Zainicjował powstanie Studenckiego Koła Naukowego Ekonomistów w 1972 w Filii UMCS w Rzeszowie. Po zmianach z lipca 1992 został kierownikiem Zakładu Teorii Ekonomii i Gospodarki Przestrzennej w rzeszowskiej Filii UMCS. W 1993 osiągnął przewidziany dla profesorów wiek emerytalny, aczkolwiek nadal pracował naukowo i dydaktycznie w mniejszym wymiarze godzin. Był geografem o specjalności ekonomicznej i komunikacji. Jego zainteresowaniami naukowymi były geografia transportu i łączności, regionalizacja ekonomiczna. Od 1972 współpracował z Oddziałem Wojewódzkim w Rzeszowie Polskiego Towarzystwa Ekonomicznego
. Działał w ramach Towarzystwa Naukowego w Rzeszowie, w lutym 1972 był organizatorem Komisji Nauk Prawnych i Ekonomicznych (od 1984 pod nazwą Komisji Nauk Ekonomicznych), był jej przewodniczącym do września 1984, a ponadto był członkiem zarządu Towarzystwa od stycznia 1985 do marca 1986 oraz redaktorem czterech dzieł zbiorowych i organizatorem dwóch konferencji naukowych. Przed 1993 był opiekunem jednego przewodu habilitacyjnego i promotorem dwóch rozpraw doktorskich, a do około 1999 wypromował ponad 350 prac magisterskich i dyplomowych. Do około 1999 był autorem ponad 160 prac, w tym kilkunastu monografii, książek popularnonaukowych, podręczników, skryptów, 10 map do Atlasu Narodowego Polski, prawie 50 rozpraw i artykułów naukowych. Przygotowywał do druku wydawnictwa regionalne i uczelniane, był redaktorem trzech tomów „Prac Humanistycznych” Rzeszowskiego Towarzystwa Naukowego (nr 10, 14 i 21), tomu 8 „Rocznika Województwa Rzeszowskiego”, dwóch tomów „Rzeszowskich Zeszytów Naukowych” (redaktor działu „Ekonomia” od 1983).
W 1969 otrzymał ministerialną nagrodę indywidualną III stopnia. W 1991 wydano Tom X „Rzeszowskich Zeszytów Naukowych. Prawo – Ekonomia” (pod redakcją Jerzego Kitowskiego), który został dedykowany profesorowi Tadeuszowi Hoffowi z okazji jubileuszu 40-lecia pracy akademickiej.
W okresie PRL pozostawał lojalny wobec panującego systemu, uznając go za sprawiedliwy. Nie przystąpił do Związku Sybiraków. Po ponad 50 latach od swojej deportacji w 1998 napisał publikację wspomnieniową opowiadającej o pobycie na Syberii, poświęconą pamięci swojej matki. 
Był żonaty z Jadwigą z domu Szymczak (ur. 1944), profesorem historii na Uniwersytecie Rzeszowskim. Na emeryturze zamieszkiwał w Rzeszowie w dzielnicy Nowe Miasto. Zmarł 26 lipca 2011 w Rzeszowie. Został pochowany na cmentarzu Pobitno w Rzeszowie.

## Publikacje
- Rozwój komunikacji w Polsce ze szczególnym uwzględnieniem Rzeszowszczyzny (1975)[85]
- Badania nad strukturą przestrzenną łączności w makroregionie środkowo-wschodnim (1983, Lublin)[86]
- Die Mittel und Dienstleistungen des Nachrichtenwesens als Gegenstand der Forschungen der ökonomischen Geographie (1984, Lublin)[87]
- Miejsce Polski w łączności świata i Europy (1991, Lublin)[88]
- Zarys rozwoju polskiej radiofonii w aspekcie przestrzennym (1992, Lublin)[89]
- Zarys rozwoju polskiej telewizji w aspekcie przestrzennym (1992, Lublin)[90]
- Geografia łączności świata w zarysie (1992)[91]
- Wspomnienia Sybiraka (1999, Rzeszów)[92][1]